# III. arhidiakonat
III. arhidiakonat je arhidiakonat Nadškofije Ljubljana. Obsega manjši del Gorenjske in Zasavje. Skupno je v arhidiakonatu 58 župnij.

## Dekanije
- Dekanija Domžale
- Dekanija Kamnik
- Dekanija Litija
- Dekanija Zagorje